# Borgomanero

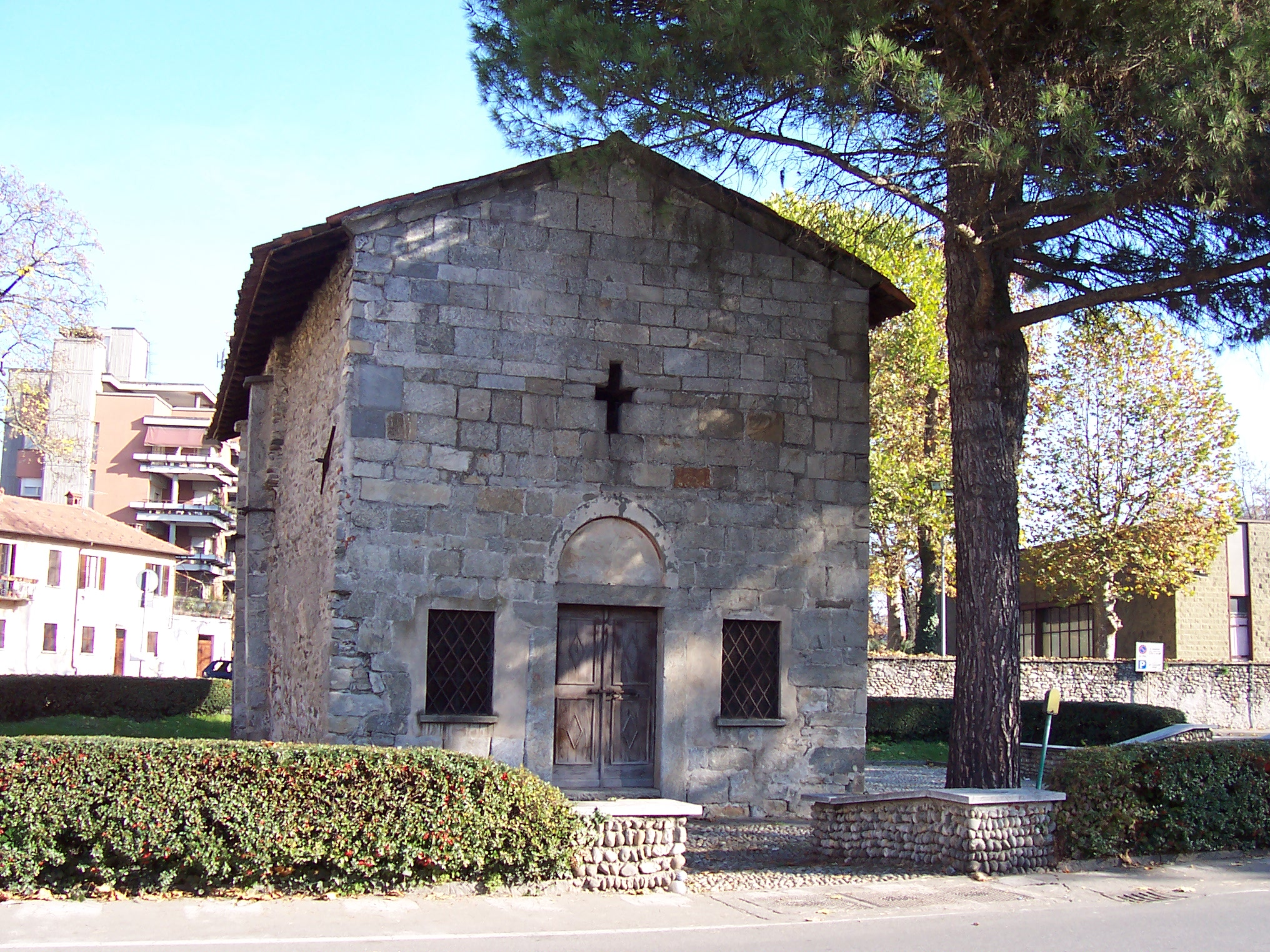
Kirche San Leonardo

Borgomanero (piemontesisch Borbané, lombardisch Burbané) ist eine italienische Stadt mit 21.243 Einwohnern (Stand 31. Dezember 2023) in der Provinz Novara, in der Region Piemont, etwa 32 km nördlich der Provinzhauptstadt Novara.
Die Nachbargemeinden sind Bogogno, Briga Novarese, Cressa, Cureggio, Fontaneto d’Agogna, Gargallo, Gattico, Gozzano, Invorio, Maggiora und Veruno.

## Städtepartnerschaften
Mit den Städten Digne-les-Bains in Frankreich und Bad Mergentheim in Deutschland besteht eine Städtepartnerschaft.

## Söhne und Töchter der Stadt
- Giovanni Cesare Majoni (1876–1969), Diplomat
- Pasquale Fornara (1925–1990), Radrennfahrer
- Mário Zanetta (1938–1998), römisch-katholischer Geistlicher, Bischof von Paulo Afonso in Brasilien
- Enrico Masseroni (1939–2019), römisch-katholischer Geistlicher, Erzbischof von Vercelli
- Anna Pavignano (* 1955), Drehbuchautorin und Schriftstellerin
- Luciano Moia (* 1958), Autor und Journalist
- Stefano Basalini (* 1977), Ruderer
- Daniela Gioria (* 1979), Beachvolleyballspielerin
- Eleonora Lo Bianco (* 1979), Volleyballspielerin
- Mattia Cassani (* 1983), Fußballspieler
- Alessandro Covi (* 1998), Radrennfahrer
- Michael Kayode (* 2004), Fußballspieler